# Perelik Point
Der Perelik Point (englisch; bulgarisch нос Перелик nos Perelik) ist eine Landspitze an der Ostküste von Robert Island im Archipel der Südlichen Shetlandinseln. Sie bildet 1,4 km nordwestlich des Kitchen Point die Südostseite der Einfahrt zur Garnya Cove.
Bulgarische Wissenschaftler kartierten sie 2008. Die bulgarische Kommission für Antarktische Geographische Namen benannte sie im selben Jahr nach dem Großen Perelik in den bulgarischen Rhodopen.